# Ksabi
Ksabi (em árabe: ﻗﺼﺎﺑﻰ) é uma cidade e comuna localizada no distrito de Ouled Khodeir, na província de Béchar, Argélia. Sua população era de 3 187 habitantes, em 2008.